# 히로시마시 교통과학관

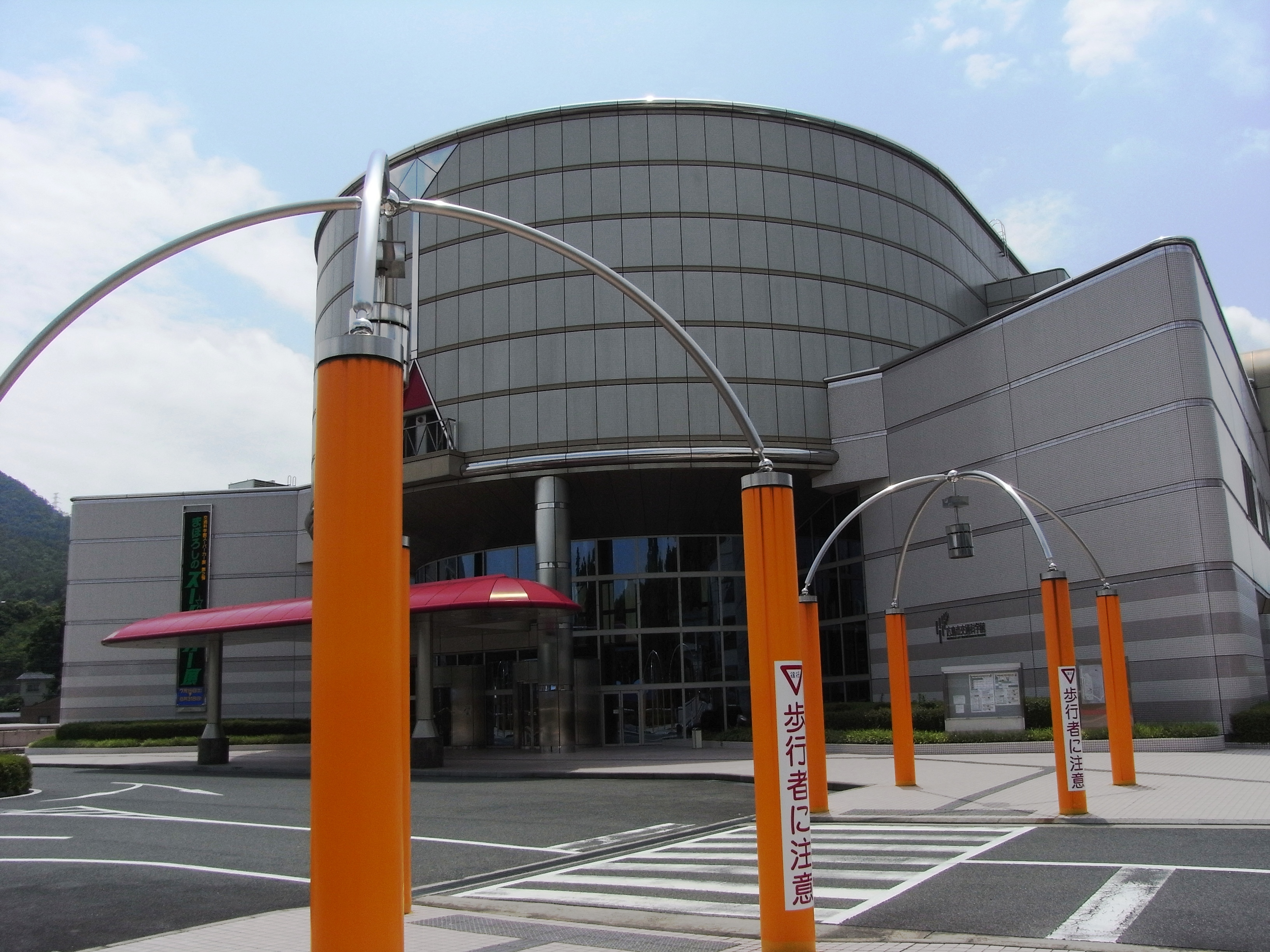
히로시마 시 교통 과학관

히로시마 시 교통 과학관(일본어: 広島市交通科学館 히로시마시코쓰카가쿠칸[*])는 히로시마현 히로시마시 아사미나미구에 위치한 박물관이다.

## 같이 보기
- (일본어) 공식 웹사이트 보관됨 2012-06-27 - 웨이백 머신